# Shu yazi
Shu yazi (chinesisch 數鴨子 / 数鸭子, Pinyin Shù yāzi, englisch Count the Ducks – „Enten zählen“) ist ein chinesisches Kinderlied. Sein Text stammt von Wang Jiazhen, die Musik von Hu Xiaohuan.
Auf dem Weg zur Schule lassen sich Kinder vom Anblick einer großen Schar Enten und den Vorführungen ihres Hüters aufhalten.
Vom Chinesischen Musikerverband wird es unter den Gesangsstücken für Kinder und Jugendliche als leicht (Schwierigkeitsgrad 1) eingestuft.

## Text
| chinesisch | Pinyin | Übersetzung |
| --- | --- | --- |
| （白）门前大桥下，游过一群鸭 快来快来数一数，二四六七八。 （唱）门前大桥下，游过一群鸭 快来快来数一数，二四六七八。 嘎嘎嘎嘎真呀真多呀 数不清到底多少鸭 赶鸭老爷爷，胡子白花花 唱呀唱着家乡戏，还会说笑话 小孩小孩快快上学校 别考个鸭蛋抱回家 别考个鸭蛋抱回家 | (Bái) Mén qián dàqiáo xià, yóuguò yīqún yā Kuài lái kuài lái shǔ yī shǔ, èrsìliùqībā. (Chàng) Mén qián dàqiáo xià, yóuguò yīqún yā Kuài lái kuài lái shǔ yī shǔ, èrsìliùqībā. Gāgāgā gā zhēn ya zhēn duō ya Shǔ bù qīng dàodǐ duōshǎo yā Gǎn yā lǎo yéye, húzi bái huāhuā Chàng ya chàngzhe jiāxiāng xì, hái huì shuō xiàohuà Xiǎohái xiǎohái kuài kuài shàng xuéxiào Bié kǎo gè yādàn bào huí jiā | Unter der Brücke vor unserem Tor schwimmt eine Schar Enten, Kommt schnell, und zählt: 2, 4, 6, 7, 8. Unter der Brücke vor unserem Tor schwimmt eine Schar Enten, Kommt schnell, und zählt: 2, 4, 6, 7, 8. Quack, quack, es sind wirklich sehr viele. Unzählige Enten, Unzählige Enten. Der die Enten hütende Großvater hat einen glänzenden weißen Bart, Er singt aus Opern und macht Späße. Kinder, auf zur Schule, schnell! Kommt nicht mit einem Enteei nach Hause, Kommt nicht mit einem Enteei nach Hause! |

## Videos
- Shu yazi – youku.com
- Shu yazi – youtube.com